# Victor Hugo
Victor-Marie Hugo [ygo] (26. února 1802 Besançon – 22. května 1885 Paříž) byl francouzský básník, prozaik, dramatik, esejista a politik, vrcholný představitel romantismu.

## Život

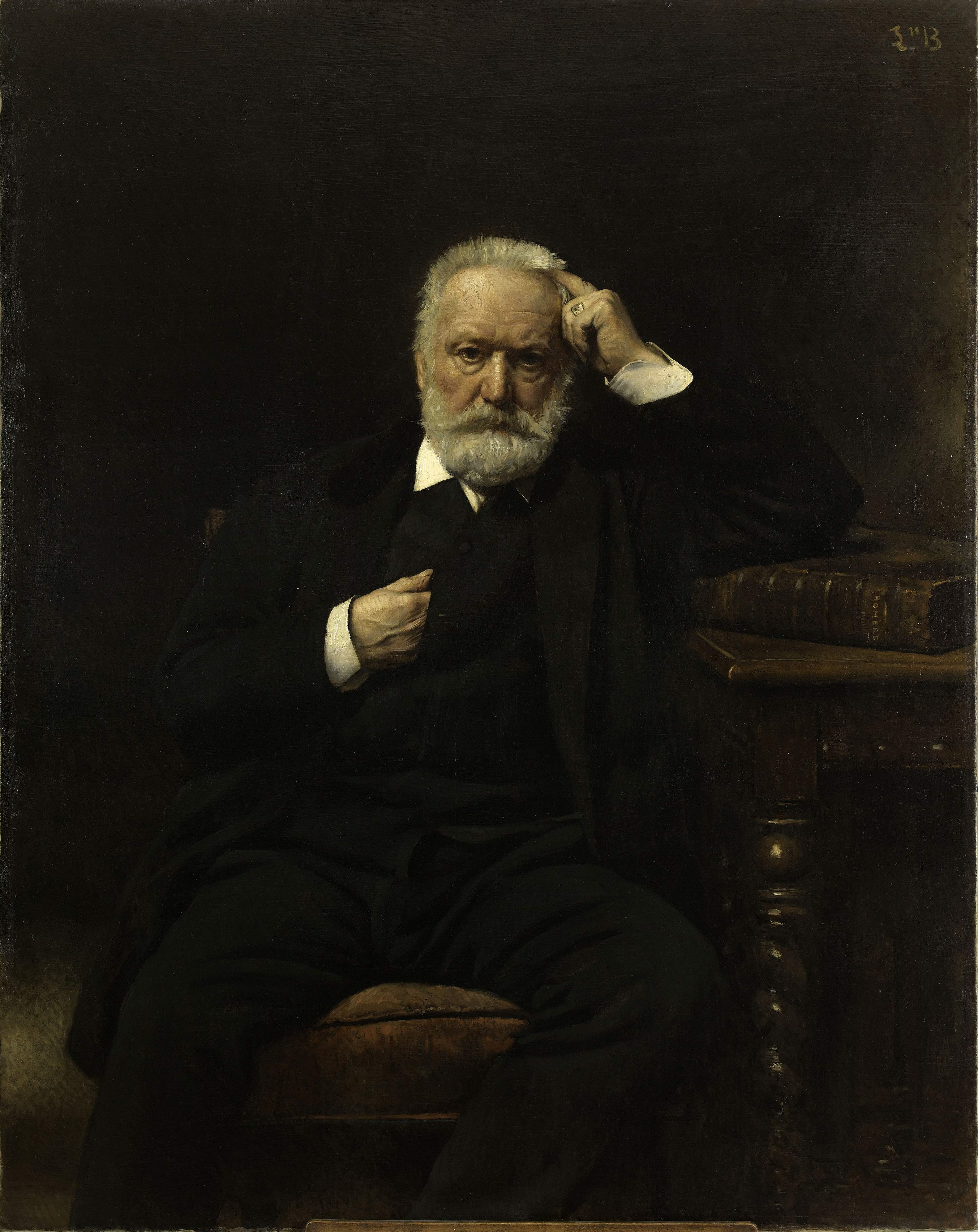
Portrét Victora Huga od Léona Bonnata z roku 1879

Victor Hugo byl třetím synem Josepha Léopolda Sigisberta Huga a Sophie Trébuchetové. Narodil se v roce 1802 v Besançonu a žil ve Francii po většinu svého života. Jeho bratři byli Abel Joseph Hugo (nar. 1798) a Eugène Hugo (nar. 1800).
Doba dětství Viktora Huga byla poznamenána politickými zvraty. Napoleon byl prohlášen císařem, když byly Victoru Hugovi dva roky, a bourbounská monarchie byla obnovena před jeho třináctinami. Opačné politické a náboženské názory, které měli Hugovi rodiče, zobrazovaly ideologické síly, které se přely o nadvládu ve Francii celý jeho život: Hugův otec byl vysoce postavený důstojník v Napoleonově armádě. Byl ateistický republikán, který považoval Napoleona za hrdinu; jeho matka byla extrémní katolická royalistka a podle některých domněnek byla milenkou generála Victora F. de Lahorieho, popraveného v roce 1812 za spiknutí proti Napoleonovi. Jelikož byl Hugův otec důstojník, rodina se často stěhovala a Victor se při cestování hodně naučil. Na cestě do Neapole viděl rozlehlé alpské vrcholky, velkolepě modré Středozemní moře a Řím v době oslav. Ačkoliv mu bylo pouze šest let, uchoval si tento půlroční výlet pevně v paměti.
Sophie následovala svého muže do Itálie (kde Léopold sloužil jako guvernér provincie blízko Neapole) a Španělska (kde se ujal tří španělských provincií). Nespokojená s neustálým stěhováním, které vyžadoval vojenský život, a faktem že její manžel nesdílel její katolickou víru, Sophie se rozhodla nakrátko opustit Léopolda v roce 1803 a usadit se v Paříži. Od té doby dominantním způsobem řídila Hugovu výchovu a vzdělání. V důsledku toho Hugova první díla v poezii a próze odrážela ještě její vášnivé oddání víře a králi. Teprve později, během událostí vedoucích k revoluci v roce 1848, začal Hugo odporovat své katolické royalistické výchově a místo toho se stal stoupencem volnomyšlenkářství a přívržencem republiky.
V r. 1819 založil Victor Hugo se svým bratrem Abelem čtrnáctideník Le Conservateur littéraire (vycházel do roku 1821), ve kterém otiskoval literárněkritické stati a divadelní recenze. Přes monarchistické zaměření časopisu se v něm již začal zabývat otázkami svobody ducha a s tím spojeného svobodného vyjadřování umělce. Také druhý bratr Victora Huga, Eugène, se pokoušel o literární dráhu, byl však sužován duševní nemocí a zemřel ve věku 37 let.
Mladý Viktor se zamiloval do Adèle Foucherové se kterou se proti vůli své matky tajně zasnoubil. S Adèle se oženil (1822) až poté, co zemřela jeho matka v roce 1821. Jejich první dítě Léopold (1823) zemřelo jako nemluvně. Hugovy další děti byly Léopoldine (1824), Charles (1826) François-Victor (1828) a Adèle (1830). Hugo vydal svůj první román Han z Islandu (Han d'Islande) roku 1823 a druhý, o tři roky později, Veliký Jargal (Bug-Jargal) roku 1826. Mezi roky 1829 a 1840 vydal pět básnických sbírek (Les Orientales, 1829; Les Feuilles d'automne, 1831; Les Chants du crépuscule, 1835; Les Voix intérieures, 1837; a Les Rayons et les ombres, 1840), které upevnily jeho reputaci jako jednoho z největších básníků tehdejší doby.

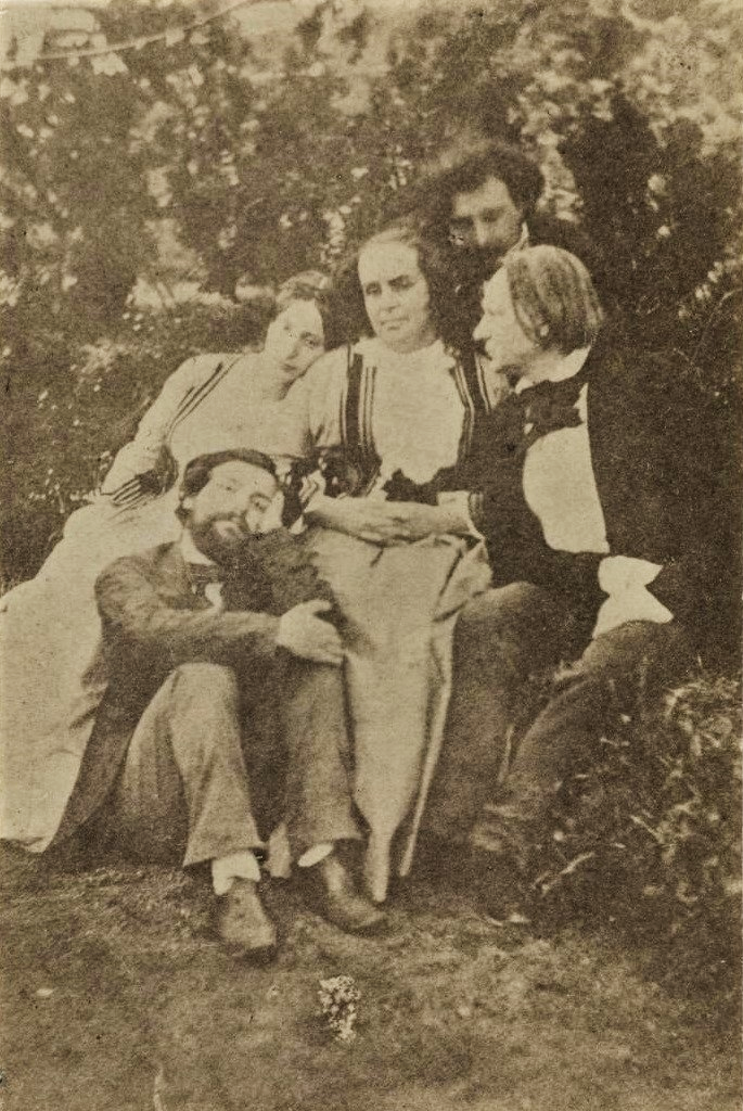
Arsène Garnier: Victor Hugo se svou rodinou, 1853–1854

Krize v osobním životě spisovatele nastala v roce 1833, kdy jeho manželka Adèle navázala milostný poměr s jeho dobrým přítelem, kritikem Sainte-Beuvem. Ve stejném roce se Victor Hugo seznámil s herečkou Juliettou Drouetovou (vlast. jménem Julienne Gauvainová), která se stala jeho milenkou, dobrovolnou sekretářkou a společnicí na cestách. Přestože v jeho životě byly ještě další ženy, tento vztah trval padesát let, až do její smrti. Provázela ho i po dobu jeho pozdějšího exilu, ne vždy však bydleli spolu pod jednou střechou. Victor Hugo jí věnoval mnoho svých básní a ona mu napsala velké množství dopisů. Jejich milostná korespondence vyšla knižně s názvem Lettres à Juliette Drouet 1833–1883: le livre de l'anniversaire par Victor Hugo et Juliette Drouet 1964.
Autor byl zdrcen, když jeho nejstarší dcera Léopoldine tragicky zahynula v roce 1843, krátce po své svatbě. Utopila se nešťastnou náhodou i se svým manželem při projížďce na lodi v jezeře Seine à Villequier. Viktor Hugo byl zrovna na cestách a dozvěděl se o Léopoldině smrti z novin. Svůj šok, zděšení a žal popsal ve své básni À Villequier. Později napsal mnoho básní o jejím životě a smrti, nejslavnější pravděpodobně Demain, dès l'aube, ve které popisuje návštěvu jejího hrobu. I po mnoha letech se ve svých dílech snažil vyrovnat se ztrátou milované dcery tím, že vyjadřoval nejen zármutek truchlícího otce, ale i soucit s bolestí všech trpících např. ve sbírce básní La Pitié suprême 1879.

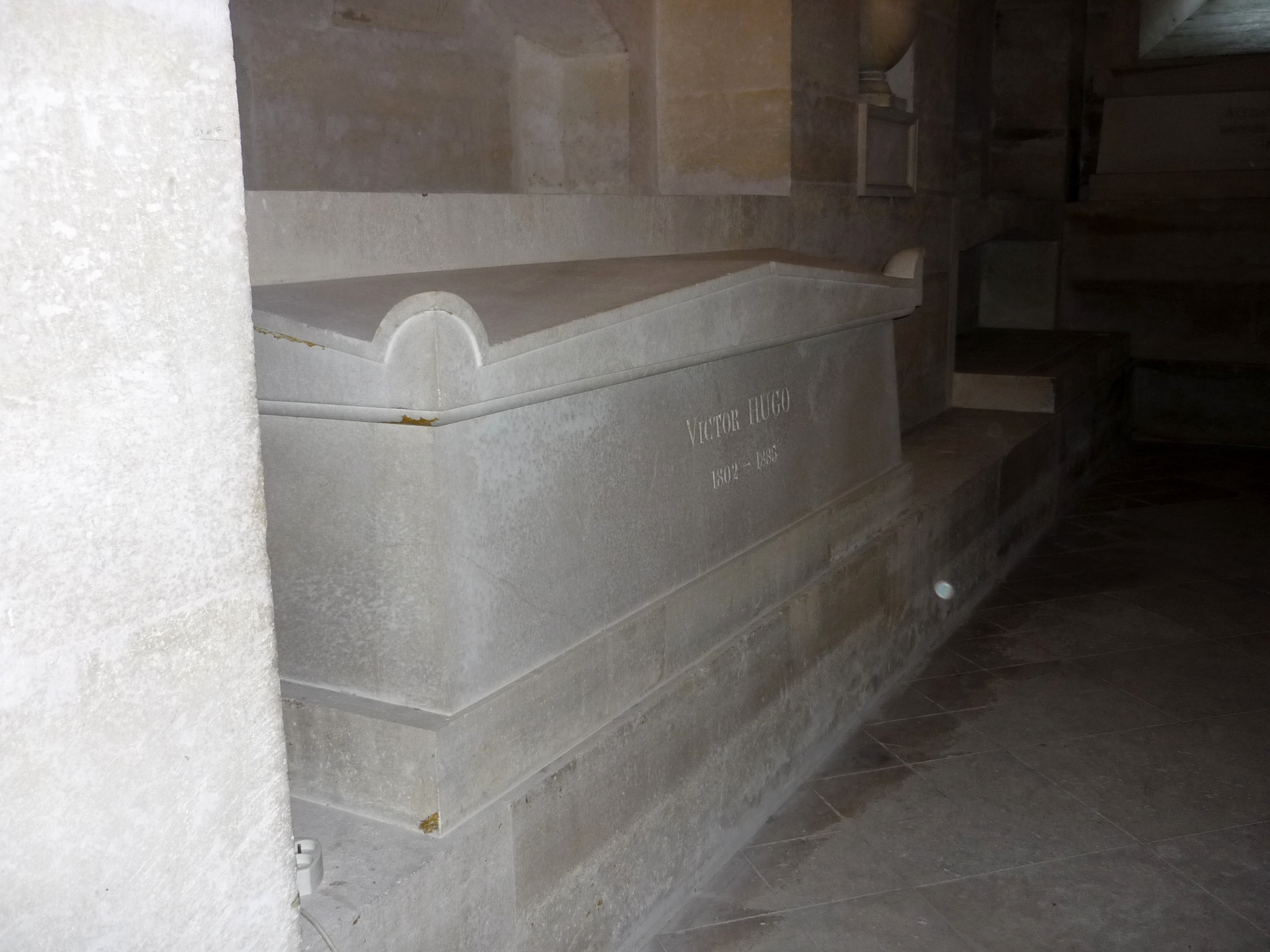
Hrob Victora Huga v Panthéonu (Paříž, Francie)

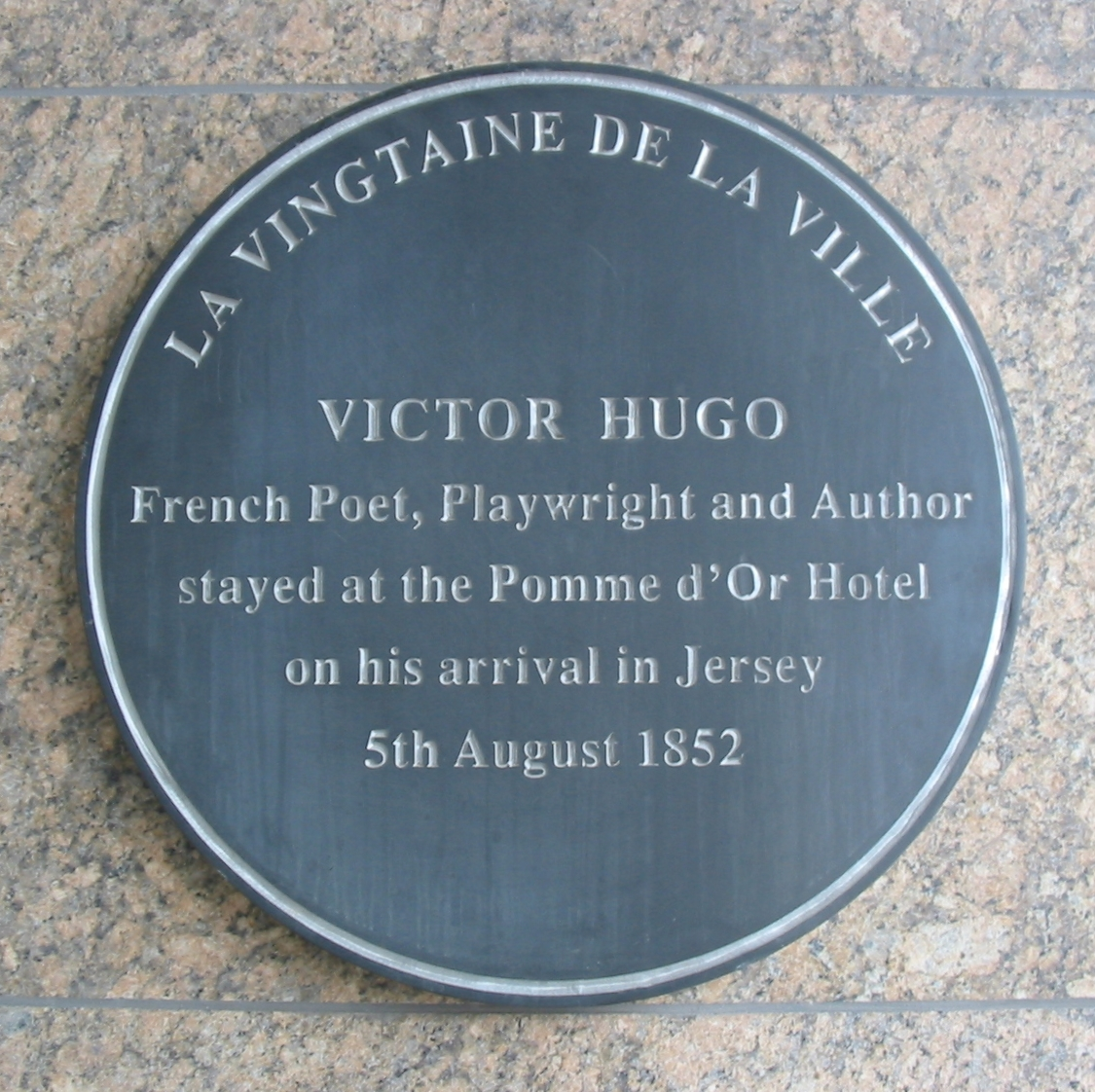
Pamětní deska Victora Huga na ostrově Jersey

Roku 1845 vstoupil Hugo do politiky a byl jmenován senátorem, v horní komoře se vyslovoval pro návrat Ludvíka Bonaparta, po rozpuštění senátu (1848) úspěšně kandidoval do parlamentu. Ačkoliv byl zprvu politickým stoupencem Napoleona III., brzy vystupoval jako jeho odpůrce a jako zastánce liberálního socialismu. V důsledku převratu provedeného Napoleonem III. v roce 1851 byl nucen odejít do exilu, ve kterém žil téměř dvacet let. Krátce pobýval v Bruselu (1851) poté v Jersey (1852–55) a nakonec zamířil na menší ostrov Guernsey (1855–1870). Zde také prožil další osobní tragédii se svoji krásnou, ale psychicky labilní nejmladší dcerou Adèle, která ho doprovázela do vyhnanství. Po útrapách, spojených s nešťastnou láskou (muž, kterého milovala, věřila mu a za nímž odjela až do daleké Kanady, ji veřejně odmítl), u ní naplno propukla vážná duševní nemoc. Po návratu do Francie žila až do své smrti v zařízeních pro duševně nemocné.
Přestože Napoleon III. prohlásil všeobecnou amnestii v roce 1859, Hugo zůstal v exilu do té doby, než byl Napoleon III. donucen vzdát se trůnu po porážce Francie v prusko-francouzské válce. Do Paříže se za bouřlivých oslav vrátil až roku 1870 v době, kdy Francie byla poražena pruskými vojsky, a přiklonil se k ideálům Komuny.
Předtím, než se Hugo mohl natrvalo usadit ve Francii, naposledy uprchl do Guernsey (1872–73) poté, co zažil obléhání Paříže (1870–71). Roku 1875 se stal senátorským delegátem a brzy na to senátorem. Roku 1881 byl znovu zvolen senátorským delegátem a roku 1882 se znovu stal senátorem; psal další různorodá díla, z nichž řada byla vydána až po jeho smrti.
Victor Hugo zemřel roku 1885 v Paříži jako velký a uznávaný francouzský národní básník. V den jeho pohřbu byl vyhlášen státní smutek. Je pochován v pařížském Panthéonu.
Na jeho památku byla zřízena dvě muzea: jedno v domě, kde žil na ostrově Guernsey, a druhé v jeho bytě v paláci Rohan na Place des Vosges.

## Dílo
Victor Hugo je autorem klasicistních básní a romantických dramat a románů, v nichž mísil postupy černého románu se zásadami romantismu a částečně i kritického realismu. Ve své tvorbě spojoval snové, filosofické, politické a lyrické oblasti, mísil tragično a komično, krásu a ošklivost, vznešenost a grotesknost a z pozice humanisty se nadčasově dotkl řady sociálních problémů světa.
Oním dychtěním po pokroku, oněmi sociálními požadavky, oněmi záchvaty lásky k bližnímu, dobroty, soustrasti, demokratického hněvu nebo víry nabývá jeho poesie jiného předmětu, nežli je básníkovo já. Ona vyjadřuje vzrušení jednoho člověka, ale vzrušení povšechného rázu. To dodává jeho dílu rázu velikosti a ušlechtilosti...
Gustave Lanson, Dějiny novodobé literatury francouzské
Dva romány Victora Huga byly katolickou církví zařazeny na Index zakázaných knih:
- Chrám Matky Boží v Paříži (Notre-Dame de Paris) dekretem ze dne 28. července 1834 a
- Bídníci (Les misérables) dekretem ze dne 20. června 1864.[3]

### Divadelní hry

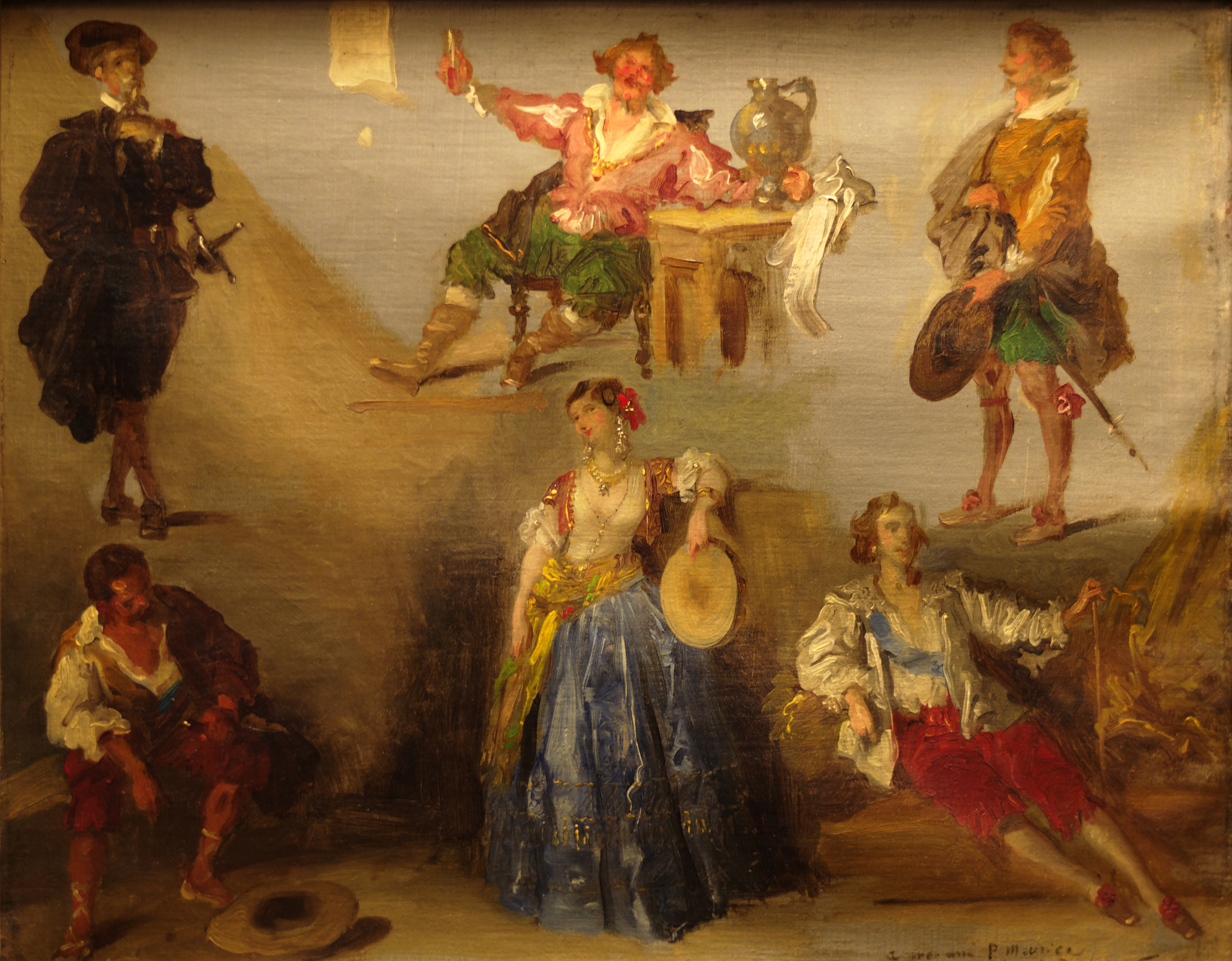
Šest divadelních postav Victora Huga, obraz od Louise Boulangera z roku 1854 (Don Ruy Gomez de Silva, Don César de Bazan, Don Salust de Bazan, Hernani, Esmeralda, markýz de Saverne).

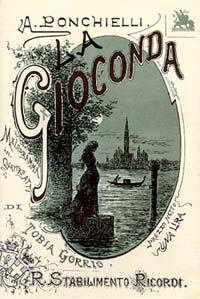
Ponchielliho opera La Gioconda (1876) podle Hugovy hry Angelo, tyran padovský

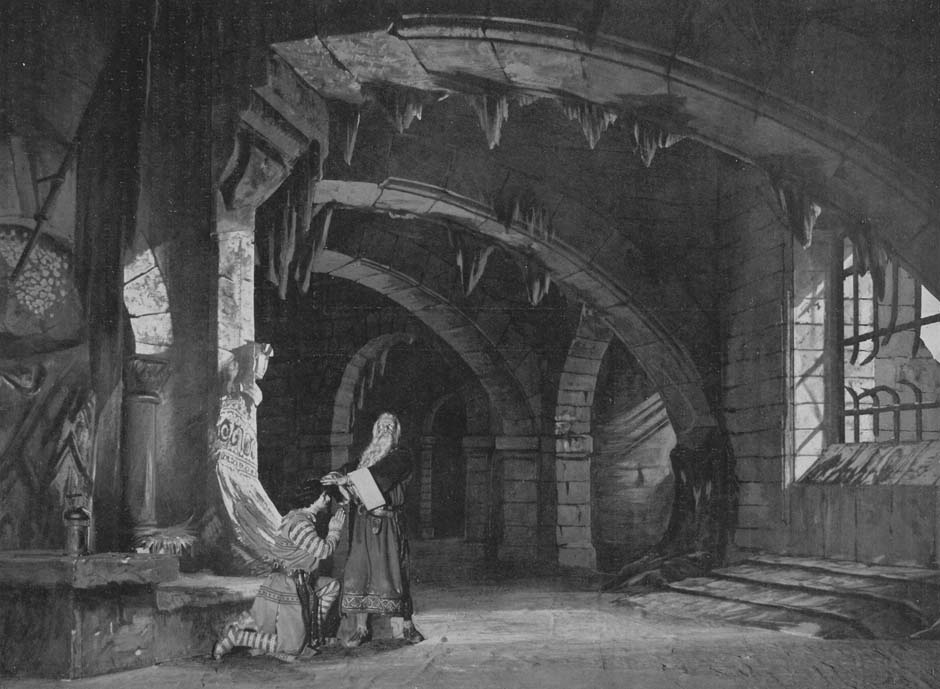
Scéna ze hry Purkrabí z inscenace z roku 1902

- Irtamène (1816), tragédie o pěti jednáních, kterou napsal Hugo ve svých čtrnácti letech po vzoru klasicistních divadelních her, líčí snahu o svržení tyrana a nastolení legitimního krále Egypta.
- Athélie ou les Scandinaves (1817), nedokončená tragédie (Hugo napsal pouze první dvě jednání).
- Inez de Castro (1820, publikována až 1863), v próze napsaná hra o Inés de Castro, španělské šlechtičně a milence portugalského krále Petra I., jejímuž uvedení zabránila cenzura.
- Cromwell (1827), předmluva k tomuto dílu se stala manifestem romantického dramatu a odstartovala diskuzi mezi francouzským klasicismem a romantismem. Hra byla v tehdejších podmínkách jevištně nerealizovatelná, první jevištní provedení je až z roku 1956 ve zkrácené úpravě Alaina Trutata,
- Amy Robsartová (1828, Amy Robsart), neúspěšné drama založené na románu Waltera Scotta Kenilworth, Hra byla poprvé uvedena pod jménem Hugova švagra Paula Fouchera.
- Hernani (1830), tragédie, jejíž uvedení v Comédie-Française znamenalo prakticky definitivní vítězství romantismu na divadle. Podle této hry napsal italský skladatel Giuseppe Verdi svou operu Ernani.
- Marion de Lorme (hra byla uvedena roku 1831, ale napsána byla již v roce 1829), tragédie s hlavní postavou francouzské kurtizány. Podle této hry napsal italský skladatel Amilcare Ponchielli stejnojmennou operu.
- Král se baví (1832, Le Roi s'amuse), podle této hry napsal italský skladatel Giuseppe Verdi svou operu Rigoletto. Tragédie vypovídá o lesku a bezstarostnosti, ale také o vnitřní prázdnotě a krutosti efektního života vybrané společnosti, o tragédii čistoty, stane-li se hříčkou pouhé zábavy a také o tom, že nenávist se obrací sama proti sobě a hubí právě to, co chtěla pomstít.
- Lukrecia Borgia (1833, Lucrèce Borgia), tragédie v próze, podle této hry napsal italský skladatel Gaetano Donizetti stejnojmennou operu. Titulní postava hry skrývá pod krásným zevnějškem morální nestvůrnost.
- Marie Tudorovna (1833, Marie Tudor), divadelní hra v próze s titulní postavou anglické královny Marie I. Tudorovny,
- Angelo, tyran padovský (1835, Angelo, tyran de Padoue), prozaické melodrama plné tajemnosti, hrůznosti, intrik a vražd. Podle této hry napsal italský skladatel Saverio Mercadante operu Il giuramento (1837, Přísaha), italský skladatel Amilcare Ponchielli operu La Gioconda (1876). ruský skladatel César Cui operu Angelo (1876) a francouzský skladatel Alfred Bruneau operu Angelo, tyran de Padoue (1928).
- Esmeralda (1836, La Esmeralda), libreto k opeře Louise-Angélique Bertinové podle vlastního románu Chrám Matky Boží v Paříži. Na základě tohoto libreta napsal roku 1838 stejnojmennou operu italský skladatel Alberto Mazzucato, roku 1847 ruský skladatel Alexandr Sergejevič Dargomyžskij a roku 1883 anglický skladatel Arthur Goring Thomas.
- Ruy Blas (1838), jedno z nejpůsobivějších autorových dramat odehrávající se v devadesátých letech 17. století v Madridu na dvoře španělského krále Karla II.
- Les jumeaux (1839, Dvojčata), nedokončená hra (Hugo napsal pouze tři jednání), inspirovaná pověstmi o existenci dvojčete Ludvíka XIV., které je svému bratrovi k nerozeznání podobno. Z důvodů možného ohrožení monarchie ve Francii případnými boji o trůn je toto dvojče uvězněno a tvář je mu skryta pod železnou masku, aby je nikdo nemohl poznat.
- Purkrabí (1843, Les Burgraves), též Kasteláni, historická hra ve verších obsahující fantastický a pohádkový námět a odehrávající se v Německu ve 12. a 13. století. Hra byla neúspěšná a Hugo se po tomto neúspěchu přestal divadlu téměř věnovat.
- Mille francs de récompense (1865, Tisíc franků odměny), prozaická hra o čtyřech jednáních napsaná v exilu a prvně publikována až roku 1934 jejímž hlavním hrdinou je bývalý galejník.
- L'Intervention (1866, Intervence), komedie v próze o pěti jednáních napsaná v exilu a vydaná až roku 1951.
- Torquemada, hra o náboženském fanatismu, o španělské inkvizici a o jejím velkém inkvizitorovi Torquemadovi napsaná již roku 1869 v exilu a kvůli zákazu vydaná až roku 1882.
- Divadlo na svobodě (1886, Théâtre en liberté), posmrtně vydaný soubor převážně jednoaktových divadelních her s pohádkovými náměty, které Hugo napsal během svého vyhnanství na Jersey a Guernsey. Jde o komedie La Forêt mouillée (1854, Mokrý les), La Grand-mère (1865, Babička), Mangeront-ils? (Co jíst?) a Sur la lisière d'un bois (1873, Na okraji lesa) a dramata L'Épée (1869, Meč), Les Deux Trouvailles de Gallus (Dva objevy de Galluse) a 'Les Gueux (1872, Žebráci).

Poznámka:V knize Francouzská a italská dramatická tvorba na moravských a slezských divadelních scénách je uvedeno, že roku 1886 měla v Národním divadle v Brně premiéru hra Victora Huga Tajnosti pařížské, aneb Noční rejdy v černé noci, která je divadelní adaptací románu Eugèna Suea. Odpovídající záznam je i v České národní bibliografii. Podle  je však autorem hry Frédéric Gaillardet.

### Poezie
Victor Hugo psal poezii lyrickou, epickou, milostnou i satirickou. Jeho poezie překvapuje dokonalostí veršované formy, barvitostí obrazu a líčení nálad. K nejvýznamnějším autorovým básnickým sbírkám patří:
- Ódy a rozmanité básně (Odes et poésies diverses, 1822),
- Nové ódy (Nouvelles Odes, 1824),
- Ódy a balady (Odes et Ballades, 1826, 1828),
- Východní zpěvy (Les Orientales, 1829),
- Podzimní listí (Les Feuilles d'automne, 1831),
- Zpěvy soumraku (Les Chants du crépuscule, 1835),
- Vnitřní hlasy (Les Voix intérieures, 1837),
- Paprsky a stíny, (Les Rayons et les ombres, 1841),
- Tresty (Les Châtiments, 1853), satirická básnická sbírka s častými útoky na Napoleona III.
- Kontemplace (Les Contemplations, 1855),
- Legenda věků I.–III. (1859, 1877, 1883, La Légende des Siècles), básnická epopej, třídílný cyklus, v němž se básník zamýšlí nad vývojem lidstva v cestě za pokrokem a humanitou a optimisticky věří v lepší budoucnost lidstva.
- Písně ulic a lesů (Les Chansons des rues et des bois, 1865),
- Hrozný rok (L'Année terrible, 1872),
- Umění být dědečkem (L'Art d'être grand-père, 1877),
- Papež (Le Pape, 1878),
- Nejvyšší soucit (La Pitié suprême, 1879),
- Osel (L'âne, 1880),
- Náboženství (mn.č.) a náboženství (Religions et religion, 1880),
- Čtvero proudů ducha (Les Quatre Vents de l'Esprit, 1881),

vydané po smrti autora
- Konec Satana (La Fin de Satan, 1886),
- Celá lyra (Toute la lyre, 1888, 1893),
- Bůh (Dieu, 1891)
- Neblahé roky (Les Années funestes, 1898),
- Poslední kytice (Dernière gerbe, 1902) a další.

### Romány
- Han z Islandu (1823, Han d'Islande), první autorův vydaný román ovlivněný černým románem a frenetickou literaturou.
- Veliký Jargal (1826, Bug-Jargal), historický román napsaný v duchu románů Waltera Scotta, líčící vzpouru černošských otroků na Haiti roku 1791. Jde vlastně o autorovu prvotinu, protože první variantu románu napsal již roku 1818.
- Poslední den odsouzence (1829, Le Dernier Jour d'un condamné), krátký román zachycující pocity člověka odsouzeného k smrti a čekajícího ve své cele na popravu. Autor se tímto dílem postavil za zrušení trestu smrti.
- Chrám Matky Boží v Paříži (1831, Notre-Dame de Paris), historický román ze středověké Paříže v době vlády Ludvíka XI. Hlavním hrdinou je hrbatý zvoník Quasimodo z chrámu Matky Boží, kterého se v dětství ujal kněz Frollo a vychoval ho. Kvůli němu se Quasimodo pokusí unést cikánskou tanečnici Esmeraldu, do niž je Frollo zamilován. Quasimodo je ale zatčen a odsouzen k trestu na pranýři. Esmeralda se nad ním jako jediná slituje. Frollovými intrikami je Esmeralda popravena a Quasimodo se mu za to mstí. Po letech je zvoníkovo tělo nalezeno v hrobce, kde byla Esmeralda pohřbena.
- Claude Gueux (1834), krátký román, ve kterém autor líčí osudy Clauda Gueuxe, zloděje, jež se provinil jen tím, že chtěl nasytit svou rodinu.
- Bídníci (1862, Les Misérables), někdy česky též jako Ubožáci. V románu Hugo zachycuje život francouzského lidu v 1. třetině 19. století. Ústřední postavou je Jean Valjean. Je to bývalý galejník, který se na galeje dostal za krádež chleba. Když ho po 19 letech propustili z galejí, okradl starého kněze, který mu nabídl nocleh. Když ho ale chytli četníci, kněz jim řekl, že stříbrné příbory Jeanu Valjeanovi dal darem, přidal mu ještě stříbrné svícny a tím ho zachránil od galejí. Tím Jeana ovlivnil a ten se poté stal dobrodincem a ochráncem těch nejbídnějších. Jeho protihráčem je policejní prefekt Javert, který ho pronásleduje. Zastává názor, že galejník zůstane galejníkem, a považuje dopadení Valjeana za své životní poslání. Ženskými hrdinkami románu jsou Fantina, mladá žena, kterou bída dohnala k prostituci a její dcera Cosetta, které se ujal Jean Valjean a vychovává ji. Román vyznívá jako obžaloba tehdejší společnosti a mravů.
- Dělníci moře (1866, Les Travailleurs de la Mer), román, jehož děj se odehrává v prostředí drsné přírody Normanských ostrovů v době plachetnic a prvních parníků, oslavuje vítězný lidský zápas s mořským živlem a lidskou práci.
- Muž, který se směje (1869, L'Homme qui rit), historický román z anglického prostředí na přelomu 17. a 18. století, který nás zavádí do prostředí kočovných tlup, mezi námořníky, do žalářů i do paláců. Autor v tomto románu zpracoval podobný námět jako v románu Chrám Matky Boží v Paříži. Hlavní postavou je mladý muž, kterému byla v dětství znetvořena tvář do „věčného úsměvu“. Tímto krutým způsobem se poznamenávaly v Anglii té doby nechtěné a odložené děti, aby se nepokoušely v budoucnu najít své rodiče, často ze šlechtických rodů. Mladík se přidává ke skupině potulných komediantů, s nimiž vystupuje jako klaun. Útěchou v nelehkém životě se mu stává láska krásné slepé dívky, která nevidí jeho tvář, ale o to více vnímá jeho odvahu, dobré srdce a šlechetnou duši. V tragickém závěru románu se hrdina rozhodne pro dobrovolný odchod ze života, aby uhájil čest svého pravého jména. Tento dobrodružný, romantický příběh se, stejně jako ostatní autorovy romány, řadí mezi uznávaná díla nejen francouzské, ale i světové literatury 19. století.
- Devadesát tři (1874, Quatrevingt-treize), román, ve kterém Hugo zobrazuje nejdramatičtější rok Velké francouzské revoluce, rok 1793. Přibližuje jej na osudech tří postav z obou táborů, a to jednak na postavě vůdce protirevoluční selské vzpoury v kraji Vendée, a jednak na postavách dvou stoupenců revoluce, kteří tragicky hynou pro rozpory mezi věrností revoluci a osobními city.

### Cestopisy
- Rýn (1842, Le Rhin),
- Alpy a Pyreneje (1890, Alpes et Pyrénées), posmrtně.
- Francie a Belgie (1892, France et Belgique), posmrtně.

### Eseje a politické projevy
- Směs literárních a filozofických statí (1834, Littérature et philosophie mêlées)
- Napoleon Malý (1851, Napoléon-le-Petit), politický pamflet, mistrný portrét dobrodruha na trůně Napoleona III.
- William Shakespeare (1864, William Shakespeare), životopisná esej.
- Činy a slova (1875–1876, 1885, 1889, Actes et paroles), politické projevy.
- Historie jednoho zločinu (1877–1878, Histoire d'un crime), protest proti jedné z nejotřesnějších událostí francouzské historie – státnímu převratu Ludvíka Bonaparta z roku 1851.

### Paměti a záznamy
- Co jsem viděl (1887, 1900, Choses vues), posmrtně.
- Post scriptum mého života (1901, Post-scriptum de ma vie), posmrtně.
- Deník 1830–1848 (1954, Journal 1830–1848), posmrtně.

### Souborná díla
Souborná vydání děl Victora Huga vycházela především ve třech nakladatelstvích
- Hetzel-Quantin (48 sv. od r. 1881),
- Ollendorf-Michel (45 sv., 1902–1952),
- Gallimard (6 sv., 1950–1967) poezie a divadlo.

### Překlady do češtiny

#### Poezie
O překlady poezie Victora Huga do češtiny se nejdříve zasloužil básník Jaroslav Vrchlický
- Básně V.Huga, překlad Jar.Vrchlický, Praha: Nakladatelství Dr. Ed. Grérga, 1874
- Poesie francouzská nové doby, výbor a překlad Jaroslav Vrchlický, Praha: Nakladatelství Dr. Ed. Grégra, 1878
- Victora Huga Nové básně, překlad Jaroslav Vrchlický, Praha: J. Otta, 1882
- Nové překlady z Victora Huga, překlad Jaroslav Vrchlický, Praha: J. Otta, 1901
- Spící Booz, překlad Boh. Reynek, Stará Říše na Moravě: Marta Florianová, 1933
- Satyr, překlad Sv. Kadlec (1947), překlad T. Vondrovic, Praha: Lyra Pragensis, 1971
- Francii a světu, výbor a překlad kolektiv autorů: K. Bednář, V. Dyk, L. Fikar, Sv. Kadlec, J. Pilař, I. Slavík, J. Valja, J. Vladislav, Praha: Mladá fronta, 1953
- Jen ty nám zůstáváš, ó lásko, výbor a překlad P. Kopta, Praha: SNKLU, 1965
- Pět romantických siluet. Poezie francouzského romantismu, překlad Vl. Mikeš, Praha: Lyra Pragensis, 1981
- Beru si slovo, výbor a překlad kolektiv autorů: K. Bednář, V. Dyk, L. Fikar, G. Francl, Sv. Kadlec, P. Kopta, Vl. Mikeš, J. Pechar, J. Pelán, J. Pokorný, I. Slavík, J. Taufer, J. Valja, M. Vlček, 1985
- Širé moře, širé nebe, překlad N. Macurová, Z. Hrbata, Praha: Supraphon, 1986

#### Romány
- Han z Islandu (Han d'Islande), překlad Dr. Em. Čenkov, Praha: Mars, 1931
- Veliký Jargal (Bug-Jargal), překlady: 1924, 1928, 1931, 1977
- Poslední den odsouzence (Le Dernier Jour d'un condamné), překlad Pavla Janů, Praha: Garamond, 2008
- Chrám Matky Boží v Paříži (Notre-Dame de Paris), překlady: 1864 (dostupné online), 1902, 1934, 1955, 1968, 1978, 1994, 2000, 2005, 2009, jako Chrám Panny Marie v Paříži překlad 1923, jako Zvoník u Matky boží překlad 1975
- Bídníci, někdy též Ubožáci (Les Misérables), překlady: 1863–1864, 1897–1899, 1918, 1923, 1928, 1931, 1975, 1984, 2010, četné adaptace pro mládež v překladu M. Majerové a výbory
- Dělníci moře (Les Travailleurs de la Mer) překlady: 1903, 1923, 1929, 1933, 1958, 1969, 1977
- Muž, který se směje (L'Homme qui rit) překlady: 1869, 1918–1919, 1920, 1928, 1931, upraveno 1970, 2000
- Devadesát tři (Quatrevingt-treize) překlady: 1874, 1902, 1923, 1931, 1952, 1958, 1967, 1978, 1986, 2002
- Claudius Gueux (Claude Gueux), překlady: 1920, 1929

### Victor Hugo a hudba
Victor Hugo byl velkým milovníkem hudby, miloval skladatele Christopha Willibalda Glucka a Carla Marii von Webera. Například v Bídnících se zmiňuje o sboru lovců z Weberovy opery Euryanthe a označuje ho za „možná nejkrásnější kousek hudby, jaký byl kdy složen“. Velmi obdivoval Ludwiga van Beethovena a také skladatele 16. a 17. století, jako Giovanniho Palestrinu a Claudia Monteverdiho, což v jeho době nebylo úplně obvyklé. S dvěma velkými skladateli se Hugo také přátelil, a to s Hectorem Berliozem a Franzem Lisztem.
Dramata Viktora Huga se stala inspirací Giuseppe Verdimu. Podle jeho drama Hernani, na libreto Francesca Marii Piaveho, složil Verdi nejprve operu Ernani. Hugovo drama Král se baví je pak stala předlohou jedné z Verdiho nejslavnějších a nejčastěji uváděných oper, Rigoletta. Zhudebněna byla později i další Hugova díla včetně básní. Uvádí se, že vzniklo přes tisíc hudebních kompozic inspirovaných Hugem, z toho přes sto oper. Podle Hugových předloh napsali opery Jules Massenet, Alexandr Dargomyžskij, Amilcara Ponchielli, Arthur Goring Thomas, Franz Schmidt a další. Hugovy romány jsou známé i z mnoha adaptací filmových, divadelních či muzikálových jako v případě muzikálu Bídníci Claude–Michela Schönberga.